# نيكولا دوبويه
نيكولا دوبويه (بالفرنسية: Nicolas Dupuis)‏ هو مدرب كرة قدم فرنسي، ولد في 6 يناير 1968 في مولينز، ألير في فرنسا.

## وصلات خارجية
- نيكولا دوبويه على موقع قاعدة بيانات كرة القدم.إي يو (الإنجليزية)
- نيكولا دوبويه على موقع عالم كرة القدم.نت (الإنجليزية)